# Boreyko (herb szlachecki)

Herb szlachecki Boreyko

Boreyko (Borejko) – polski herb szlachecki.

## Opis herbu
W polu srebrnym lewostronna swastyka czerwona, której słup pionowy dwa razy na końcach złamany (Encyklopedia powszechna Samuela Orgelbranda, 1901).

## Najwcześniejsze wzmianki
Początki herbu datowane na XIV–XV wiek. 

## Legenda herbu
Prawdopodobnie ornamentyka związana jest z początkami Rusi Kijowskiej. Od pogańskich czasów ta oznaka była malowana na tarczach wojowników. Zgodnie z kronikami, książę kijowski Oleg, który w wieku IX razem z wikingami zdobył Konstantynopol, umocował swoją tarczę z wielką czerwoną swastyką na bramie miasta. Szlachetny dom Boreyków, pochodzący z Rusi Kijowskiej, także umieścił swastykę na tarczach swej broni.

## Herbowni
Borejko, Bolejko, Boreyko, Borejka, Borzym, Estkowski, Radzichowski, Radziechowski.